# La vida dels altres
La vida dels altres (títol original en alemany Das Leben der Anderen) és una pel·lícula alemanya que va ser guanyadora de l'Oscar a la millor pel·lícula de parla no anglesa de 2006. S'ha doblat al català oriental; també s'ha editat una versió en valencià per a À Punt.
El drama està situat en el context històric de la RDA, concretament en la part de la Stasi. El Berlín Oriental va esdevenir l'escenari principal de la pel·lícula que va suposar el debut com a director i guionista de Florian Henckel von Donnersmarck. Es va estrenar el 23 de març de 2006 a Alemanya i el mateix any l'editorial Suhrkamp Verlag va publicar el guió de la pel·lícula.
La pel·lícula va ser guardonada amb nombrosos premis, incloent diversos premis del cinema alemany 2006 (en set categories de les onze nominacions que tenia), quatre premis del cinema de Bavària 2006 i tres Premis del Cinema Europeu. A la gala dels premis Oscar de 2006 va contribuir, juntament amb El tambor Tin i En qualsevol lloc d'Àfrica, a presentar a concurs tres candidatures alemanyes.

## Argument[calcitació]
L'any 1984, a la part oriental de Berlín, el departament de seguretat de l'Estat (Stasi) li encarrega al Hauptmann (Capità) Gerd Wiesler (HGW XX / 7) espiar el conegut dramaturg Georg Dreyman per comprovar si és lleial al règim de la RDA. Ell creu que l'objectiu és realment vigilar a l'artista, però realment és una idea que ha tingut el ministre de cultura Bruno Hempf. El ministre vol treure de la circulació a Dreyman per tal de guanyar-se a la seva xicota Christa-Maria Sieland. Ella havia aparegut amb Hempfest perquè, en cas contrari, Hempf l'havia amenaçat d'arruïnar la seva carrera d'actriu. El superior de Wiesler, el tinent coronel Anton Grubitz intenta incentivar la seva carrera professional fent-li interessants observacions d'un possible ascens per fer que s'aguditzin els seus sentits.
Fent les observacions secretes durant la festa d'aniversari de Dreyman, Wiesler li crida l'atenció que hi ha algú que llegeix un llibre de Brecht. Es tracta del director de teatre Albert Jerska, amic de Dreyman, el qual des de fa set anys està a la llista negra i té prohibit treballar en la seva professió. Wiesler agafa d'amagat aquest llibre. Una escena clau del film és com Wiesler llegeix uns paragrafs significaius de Erinnerung an die Marie A...
Wiesler – solter i amb una vida social pobra, viu en un apartament escassament moblat – entra en el món de l'art, de la ment crítica i obert, i veu relacions personals que ell mateix no pot mantenir.
Després del suïcidi d'Albert Jerska, Georg Dreyman va canviar la seva actidud respecte al govern. Aquest aspecte es destaca a la película que, després de rebre el missatge, Dreyman toca la "Sonata per a un bon home", un estudi per a piano, que Jerska li havia donat en la festa d'aniversari. El nom del mateix prové de l'obra de Brecht Els bons de Szechwan, en la qual, tot i les circumstàncies adverses i els desavantatges personals, una prostituta es dedica a ajudar altres persones.
Sota la impressió d'aquesta "vida dels altres” Wiesler s'allunya cada vegada més de la seva tasca de trobar informació recriminant sobre Dreyman. Només escriu trivialitats en els seus informes, i, així, evita sospites envers l'escriptor. Redacta utilitzant una màquina d'escriure que un periodista de la revista d'Alemanya Occidental, Der Spiegel, li havia proporcionat clandestinament, Dreyman escriu sobre la particularment alta quantitat de suïcidis. A partir de la segona meitat de la dècada dels anys 1970 no es publiquen i se censuren per les autoritats. L'article de Dreyman es publica de forma anònima a Der Spiegel.
Quan Christa-Maria Sieland, a la qual es porta a interrogatori a la central de la Stasi (Sevei secret est-alemany) perquè el ministre de cultura Hempf així ho havia demanat, ella no pot resistir i delata al superior de Wiesler, Anton Grubitz, que Dreyman és l'autor de l'article al setmanari der Spiegel. Malgrat això, no es troba la màquina d'escriure durant l'escorcollament del pis de Dreyman.
Grubitz, suspostós de Wiesler, li demana que faci un altre interrogatori amb Christa-Maria Sieland i li demana que aporti resultats. Després de més amenaces l'actriu delata l'amagatall de la màquina d'escriure. Però just abans que Grubitzi els seus homes puguin fer l'escorcoll, Wiesler s'avança a tots ells i aconsegueix de treure la màquina del domicili de Dreyman. Quan Christa-Maria Sieland veu com obren l'amagatall no pot suportar més la vergonya de la traïció. Se'n va del pis corrents, es tira davant d'un camió i queda mortalment ferida.
Grubitz, malgrat que no té cap prova, està segur que Wiesler ha ajudat a Dreyman. El relega a una posició sense cap importància per la inspecció de cartes (Departament M).
Després de la reunificació, Hempf i Dreyman es tornen a trobar. Hempf li diu que no ha escrit més després de caure del mur. Dreyman li pregunta per què ell no havia estat mai observat. Llavors Hempf li contesta que haviat estat sota vigilància total i li diu de mirar al darrere dels interruptors. Dreyman descobreix la instal·lació dels micròfons en el seu pis. Amb gran sopresa Dreyman llegeix els informes que la Stasi havia escrit sobre ell. Sorprès s'adona que l'agent "HGW XX/7" del servei secret no l'havia delatat. S'assabenta de la identitat de la persona, però no s'atreveix a posar-s'hi en contacte.
Dos anys més tard, en el taulell d'una llibreria, Wiesler veu la publicitat de la nova novel·la de Dreymn "Die Sonate vom Guten Menschen" (traducció al català: Sonata per a un bon home). La foto de Dreyman es veu junt amb un piló de llibres. El llibre porta la següent inscripció: "dedicat a HGW XX/7 amb tot el meu agraïment". Wiesler, emocionat, compra el llibre. El venedor li demana si el vol com a regal, però aquest el respon amb una frase que té més que un sentit: "No, és per a mi."
Òbviament veure els informes i el comportament de Wiesler han portat que Dreyman li ha tornat la seva força creativa.

## Repartiment
| Intèrpret                | Personatge             | Veu en català       |
| ------------------------ | ---------------------- | ------------------- |
| Ulrich Mühe              | Capità Gerd Wiesler    | Joan Carles Gustems |
| Sebastian Koch           | Georg Dreyman          | Juan Antonio Bernal |
| Martina Gedeck           | Christa-Maria Sieland  | Mercè Montalà       |
| Ulrich Tukur             | Coronel Anton Grubitz  | Albert Mieza        |
| Herbert Knaup            | Gregor Hessenstein     | Ricky Coello        |
| Thomas Thieme            | Ministre Bruno Hempf   | Miquel Cors         |
| Volkmar Kleinert         | Albert Jerska          | Jaume Comas         |
| Matthias Brenner         | Karl Wallner           | Jordi Ribes         |
| Hans-Uwe Bauer           | Paul Hauser            | Toni Mora           |
| Charly Hübner            | Udo Leye               | Bruno Jordà         |
| Bastian Trost            | Presoner 227           | Claudi Domingo      |
| Hinnerk Schönemann       | Subtinent Axel Stigler | David Corsellas     |
| Paul Faßnacht            | Oncle Frank Hauser     | Alfonso Vallés      |
| Marie Gruber             | Sra. Meineke           | ?                   |
| Thomas Arnold            | Nowack                 | ?                   |
| Ludwig Blochberger       | Benedikt Lehmann       | ?                   |
| Paul Maximilian Schüller | Nen amb pilota         | ?                   |
| Volker Michalowski       | Expert cal·ligràfic    | ?                   |

## Context històric[calcitació]
La part principal de la pel·lícula se situa al final de la RDA, pocs anys abans del quarantè aniversari, que va ser seguit per la caiguda del mur. En aquest moment el Ministeri de Seguretat de l'Estat fa un seguiment a moltes famílies. Uns dels afectats van ser els artistes, que eren molt crítics amb el sistema. Aquestes observacions van provocar la guixada d'obres pictòriques per encàrrec o la prohibició de la publicació.

## Canvi de personal MfS[calcitació]
La qüestió de si el repartiment dels empleats del Ministeri de Seguretat de l'Estat (Stasi), que ha comès una denegació de servei, és realista, és un dels temes més debatuts en el context de la pel·lícula. De fet, Gerd Trebeljahr i Werner Teske van ser condemnats a mort i executats. Els que volien trencar amb el rígid sistema de la Stasi. Van ajudar a fugir a un altre estat alemany a Erich Mielke que havia estat perseguit implacablement. Un altre exemple d'un empleat de l'Stasi, que es van oposar a la línia de la SED, és Werner Stiller, que va aconseguir escapar a través de la frontera.

### Publicacions contra la DDR
Al Sistema de Justícia de la RDA hi havia una clàusula de penalització en relació amb les fonts que va perjudicar la reputació de la RDA:
§ 220 denigració pública
(1) Qui degrada a l'opinió pública de la política d'Estat o d'organismes estatals, institucions o organitzacions socials o les seves activitats o accions serà castigat amb pena de presó no superior a tres anys o una pena de llibertat condicional, presó, multa o amonestació pública. 
A la publicació dels escrits de la secció de§ 97 espionatge,§ 99 comunicacions deslleials§ 219 admissió de connexions il·lícites. Der Spiegel apareix a la pel·lícula com un òrgan de publicació impresa d'algunes de les contribucions que van ser crítics de la RDA. Per exemple, el "protocol de memòria s" de l'escriptor Dana Plató, o les contribucions de Robert Havemann.

## Altres[calcitació]
- L'actor Ulrich Mühe es trobava en el moment dels Oscars a l'hospital perquè havia de recuperar-se d'una intervenció quirúrgica, i va morir en menys de 5 mesos de càncer.
- Anton Grubitz va dir a Axel Stiegler, qui havia fet una broma sobre Honecker, que volia quedar per explicar-la. El que diu és simplement que aquesta és només una broma. Quan cau el mur Stiegler es posa a obrir cartes utilitzant el vapor d'aigua juntament amb Wiesler.

## Llocs de rodatge[calcitació]

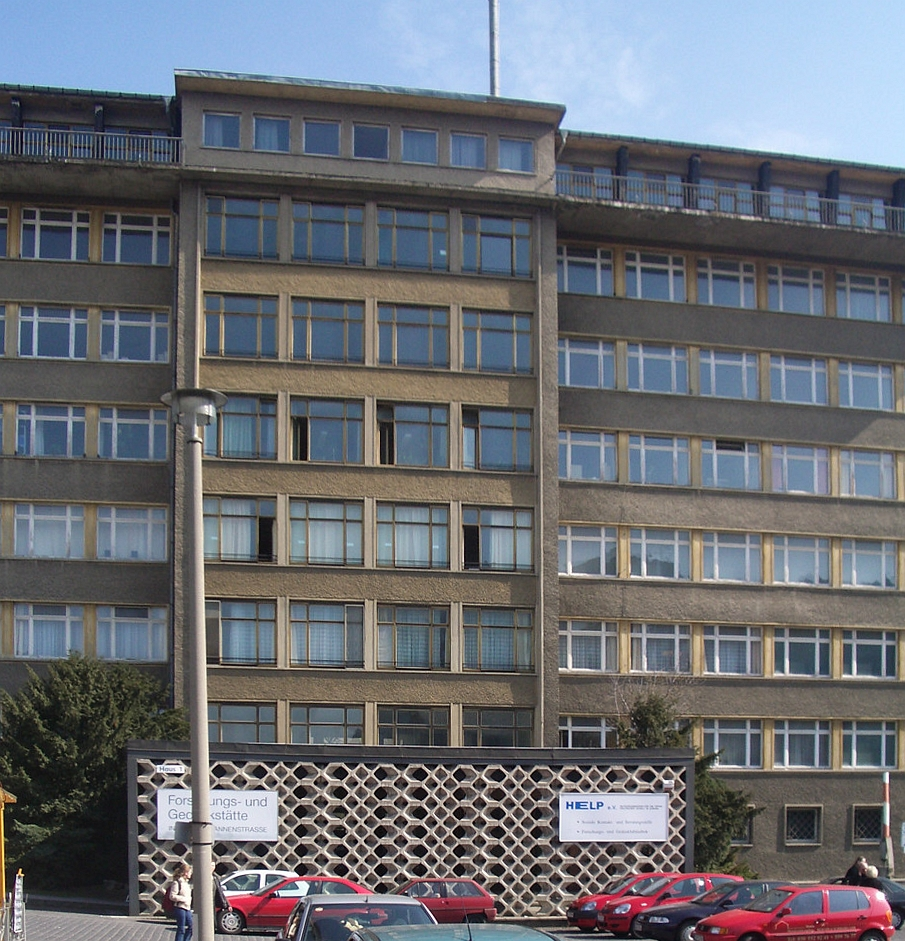
Edifici 1 dels Ministeriums für Staatssicherheit, avui Gedenkstätte Normannenstraße.

El rodatge es va fer gairebé exclusivament a Berlín. Les escenes exteriors del domicili de l'escriptor Georg Dreyman es van rodar al carrer Wedekindstraße, al barri de Berlín-Friedrichshain, les escenes interiors de la casa i de les golfes van ser filmades al carrer Hufelandstraße 22, al barri de Prenzlauer Berg. D'altres escenes es van rodar a Frankfurter Tor, a l'avinguda Karl-Marx, al Saló Verd de la Volksbühne am Rosa-Luxemburg-Platz (escena del ball entre Sebastian Koch i Martina Gedeck) i, finalment, al teatre Hebbel (ubicat a l'exBerlín Est).
Altres llocs importants del rodatge van ser a la seu central del Ministeri de Seguretat Estatal, situada al carrer Normannenstraße del barri de Lichtenberg.
Hubertus Knabe, director del museu Berlin-Hohenschönhausen (exseu de la Stasi), va negar els permisos del rodatge per a la pel·lícula. Segons declaracions del cineasta Donnersmarck, el permís va ser denegat, ja que només s'otorguen al rodatge de documentals però no a pel·lícules de ficció que, a més, segons Hubertus Knabe, enalteixen la Stasi.

## Guió[calcitació]
Florian Henckel von Donnersmarck va escriure el guió de la pel·lícula. Ja tenia la idea des que va cursar els estudis a l'Acadèmia de Televisió i Cinema de Múnic. Va escriure el guió el 2002 durant una estada a l'Abadia cistercenca de Heiligenkreuz en els Boscos de Viena, en la qual el seu oncle Gregor Henckel-Donnersmarck era l'abat. Abans que comencés, ja havia fet 1 any i mig d'investigació - incloent entrevistes amb víctimes i perpetradors de l'Stasi.

## Premis[calcitació]
| 2006 Bayerischer Filmpreis - Millor actor principal: Ulrich Mühe. - Millor guió: Florian Henckel von Donnersmarck. - Millor director novell: Florian Henckel von Donnersmarck. - Millor productor novell: Max Wiedemann i Quirin Berg. Deutscher Filmpreis - Millor pel·lícula – Lola in Gold. - Millor actor principal : Ulrich Mühe. - Millor actor secundari: Ulrich Tukur. - Millor director: Florian Henckel von Donnersmarck. - Millor guió: Florian Henckel von Donnersmarck. - Millor càmera: Hagen Bogdanski. - Millor esceneografia: Silke Buhr. Europäischer Filmpreis - Millor pel·lícula europea. - Millor actor principal: Ulrich Mühe. - Millor guió: Florian Henckel von Donnersmarck. Festival Internacional de Cinema de Locarno - Premi del públic. London Film Festival - Premi de Satyajit Ray: Florian Henckel von Donnersmarck. Los Angeles Film Critics Association Awards - LAFCA Premi en la categoria de Millor pel·lícula de parla no anglesa. Vancouver International Film Festival - Premi en la categoria de Millor pel·lícula. | Internationales Filmfestival Warschau - Premi del públic. Guldbagge - Millor pel·lícula estrangera. Goldene Henne - Ulrich Mühe a la categoria de "Pel·lícula actual". Gilde-Filmpreis a Gold - Millor pel·lícula alemana. 2007 Golden Globe Award - Nominat en la categoria de Millor pel·lícula de parla estrangera. Independent Spirit Award - Premi en la categoria Millor pel·lícula de parla estrangera. Oscar - Premi en la categoria Millor pel·lícula no anglesa. Jupiter - Premi en la categoria Millor actor de repartiment alemany a Ulrich Mühe. 2008 BAFTA - Nominació en les categories: Millor pel·lícula, Millor guió, Millor direcció, Millor actor principal. - Premi en la categoria Millor pel·lícula no anglesa. Premis César - César a la millor pel·lícula estrangera. |